# 李杨 (导演)

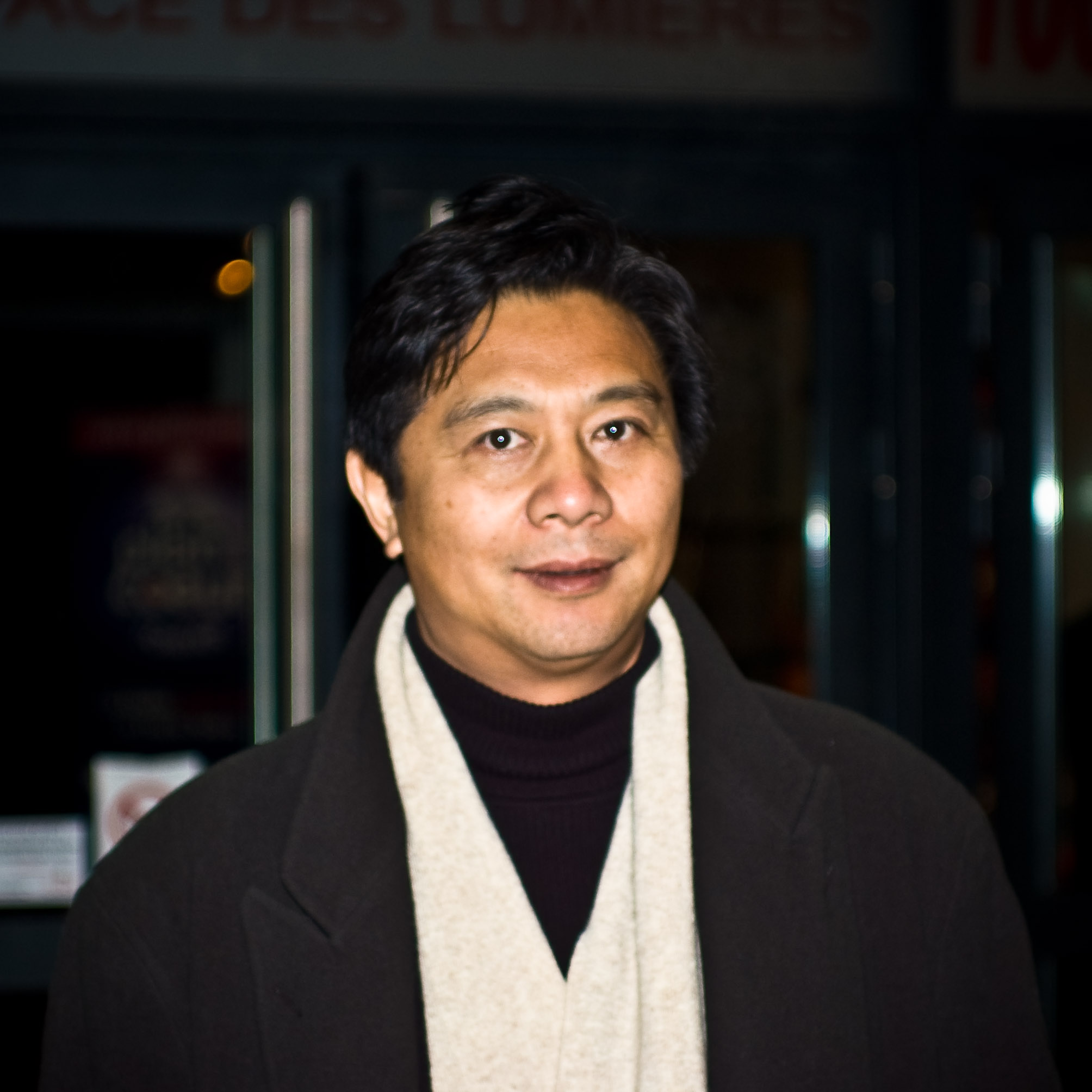
导演李杨

李楊（1959年—），男，陝西西安人，中國大陸電影導演，專長於中國社會現像及社會問題紀錄片及寫實故事電影。

## 生平
李楊生於陝西省西安市。其父亲是北京支援西北的知识分子，但不幸在文化大革命中逝世。1977年畢業以後在中國青年藝術劇院工作，因為對於當時舞台劇中形象塑造單一片面的不滿，決定高考，最終考入北京廣播學院導演系。大二時退學，飛赴德國留學，曾經在外國學習生活共15年，期間曾修讀西柏林自由大學藝術系、慕尼黑大學戲劇藝術系、科隆電影電視藝術學院導演系。1995年獲科隆電影電視藝術學院導演系碩士學位。

## 作品
李楊曾經為德國電視台先後拍攝紀錄片：
- 《婦女王國》：中國的女兒國走婚制。《妇女王國》是以紀錄片的形式，记录了仍保持著母系製社會形態的摩梭人，他们被誉为人类社会的活化石。他们大多数生活在中國的雲南和四川交界處，那里有一個海拔一萬多英尺的高山湖泊－－瀘沽湖。這是一個古老的高山民族，由於遠古的習俗和大山的阻隔，現仍以人類最初的社會關係形式進行日常的生活。他們是世界上唯一沒有間斷過的母系氏族制人類群體。本片還詳細記錄了摩梭人的宗教活動。摩梭人有自己天堂和神靈，摩梭人信仰的是達巴教和藏傳佛教，現在主要以藏傳佛教為主。[1]
- 《歡樂的絕唱》：哈尼族人的喜慶葬禮，描述其死亡的观念。
- 《痕》：为抗战50周年创作。

### 自导紀實電影
- 《盲井》：2003年，寫中國大陸連串礦井命案。
- 所获奖项
  - 「柏林最佳藝術貢獻銀熊獎」等10個國際獎項
  - 第5届法国杜维尔亚洲电影节最佳影片、最佳导演、最佳男演员、最佳影评人、最受观众欢迎等五项大奖
  - 第2届美国纽约崔贝卡电影节最佳故事片奖
  - 2003年荷兰海岸电影节获得最佳影片和文学大奖
  - 2003年塞尔维亚电影节获得最佳导演 最佳编剧大奖
  - 比利时国际电影节最佳影片奖
  - 布拉提斯拉瓦国际电影节最佳导演奖
  - 第27届香港国际电影节银火鸟奖
  - 第57届英国爱丁堡国际电影节优秀电影奖
  - 金马国际电影节最佳编剧 最佳新人奖
  - 挪威贝尔根国际电影节评审团奖[2]
- 《盲山》：2007年电影，影片将目光投向了中国的人口拐卖问题。
- 获奖记录：
  - 入围第60届戛纳电影节“一种关注”单元          
  - 2007年夏威夷电影节参赛片          
  - 2007年克罗地亚电影节参赛片         
  - 罗马电影节最佳导演奖[3]
- 电影评价：
  - “李杨再一次展示了他是一位制造银幕张力的电影大师。”  'Li Yang demonstrates once again that he is a master of cinematic tension..'  ——英国《国际银幕》杂志
  - “ 强烈的掌声和欢呼声爆发出来。。。李杨这部极其出色的电影蕴涵着巨大的冲击力和感人的戏剧张力。。。它将会吸引大批观众。”  'Massive applause broke out .... Li Yang's extraordinary film... enormous political impact as well as being a moving drama. ... should attract audiences far and wide.'  ——美国《好莱坞报道》杂志
  - “经久不息的掌声和赞美声从观众席中爆发出来。”  '...thunderclap of applause and cheers from the audience.'  ——美国《时代周刊》[3]

### 自编自导自演
- 《盲·道》：本片于2017年在中国上映，本片将目光聚焦在中国的流浪乞讨儿童问题上，讲述了一个不得志的摇滚歌手和流浪女盲童之间发生的种种故事。李杨导演说电影灵感来自2005年左右《南方周末》关于广州少年犯罪猖狂的报道，看完这则报道后，李杨在当地记者的帮助下对当地流浪儿童进行了采访性的调查，这些少年很多都是留守儿童，或者从农村出来流落街头的孩子，因为生存问题和缺乏社会经验，误入了犯罪组织。采访中他说到：“所有人都唾弃坏人，但他们走上歧路的背后的原因，却很少有人关注。他想让更多的人关注弱势群体，替他们发声”。[4]

### 编剧作品
- 《盲道》2017年
- 《智取威虎山》2014年
- 《盲山》2007年
- 《盲井》2003年

## 个人经历
1959年，李杨出生在西安的一个文化家庭。父亲名为李诗熔，出生名门，曾是国家话剧团的演员;母亲则是童星，后来参加了抗战时期的文艺兵。如此优越的家庭条件和家庭背景，幼儿时的李杨也接受了很好的西方教育，自小穿西服、打领带，上城里最好的保育院。   
1967年，当李杨一年级的时候，文化大革命的浪潮席卷了西安。父亲因酒后失言，被打成了历史反革命，并于1972年去世。母亲虽然因为革命背景幸免于批斗，但因为不愿和父亲离婚，被降级降职降薪。尚且年幼的李杨也受到了班里同学的排挤，被说成是“狗崽子”
1987年，28岁的李杨决定自费赴西德留学。他当时是中国青年艺术剧院的演员，工作八年后才考上了北京广播学院，之后选择退学，到了德国，他先在西柏林艺术大学攻读艺术史，而后在慕尼黑大学学习戏剧理论和导演编剧。在德国的这些年，李杨逐渐转变了原有的思维方式。
毕业之后，李杨在电视台工作，拍纪录片，后来也搞旅游。他给了自己三年时间，用来赚钱，三年的期限到了，他还是想要拍电影。2000年，李杨离开了生活了14年的德国。再次回到中国的时候，他已经是一位四十岁的中年人。
2001年，42岁的李杨带着筹来的300万资金，做了一个重大的决定，回国拍摄他的第一部纪实电影《盲井》。 李杨凭借独立制作的处女作《盲井》一举成名，获得了很多国际奖项，其中包括第五十三届柏林国际电影节“艺术贡献”银熊奖。这部关注社会底层人性的电影由于揭露了太多社会的现实，从未获得国内公映的机会，但是因为网络等渠道的广泛传播，在影迷中拥有很高的声望，这部作品被认为是中国独立电影的代表作品之一。
由于这部《盲井》，李杨被禁止拍片三年。2007年，李杨完成了第二部作品，这部名为《盲山》的电影讲述的也是社会底层人民的故事，讲的是是贩卖妇女的故事。这部影片最后终于得到了正式公映，让李杨脱离“地下”状态，首次在电影院与国内观众见面。
十六年拍三部电影，从男人、女人到小孩，李杨的视角一直在关注中国社会的底层。《盲·道》的制片人宗庆平是李杨在北京广播学院的学长。在宗庆平对李杨的评价中说到，“一个人关注什么，和他的成长有密不可分的关系。”
这种“关系”似乎看起来不太明显。李杨出身文艺世家，父亲是西安有名的演员，李杨小时候过的是衣食无忧的生活。 “文革”中李杨的父亲被打倒，含冤离世。而李杨被寄养在别人家里，在艰辛的环境里接触了很多人，在这种成长环境经历的巨大落差中，李杨感受到了最多的温暖和对人情世故的认知。多年后，他在接受采访时说到自己关注底层的原因，“和他们在一起让我觉得很舒服、自在，在豪华的地方反倒不舒坦。”
而在拍摄《盲道》这部电影的过程中，导演李杨更是处处碰壁。投资人的突然撤资，母亲病重瘫痪在床，最困难的是电影剧本更改了多次才得到放映许可证。李杨坦言“他想为底层人说话，但有时候声音无法外放，他不知道这样做电影是否还有意义。而让电影能走到大众面前，哪怕做了删节，话说得断断续续，只要被大众听到，他就觉得还是有意义的”。